# Euadenia
Euadenia  es un género de plantas con flores  pertenecientes a la familia Capparaceae.  Comprende 9 especies descritas y  de estas, solo 3 aceptadas.

## Taxonomía
El género fue descrito por Daniel Oliver (botánico)  y publicado en Genera Plantarum 1: 969. 1867. La especie tipo es: Euadenia trifoliolata (Schumach. & Thonn.) Oliv.

## Especies aceptadas
A continuación se brinda un listado de las especies del género Euadenia aceptadas hasta octubre de 2013, ordenadas alfabéticamente. Para cada una se indica el nombre binomial seguido del autor, abreviado según las convenciones y usos.
- Euadenia brevipetala Exell
- Euadenia eminens Hook.f.
- Euadenia trifoliolata (Schumach. & Thonn.) Oliv.